# Xylotrupes beckeri
Xylotrupes beckeri es una especie de escarabajo rinoceronte del género Xylotrupes, familia Scarabaeidae. Fue descrita científicamente por Schauffus en 1885.
Se distribuye por la región oriental. Habita en Malasia, Singapur e Indonesia. Puede medir 58 milímetros de longitud o más.